# Décès en août 1966
Décès
- 1962
- 1963
- 1964
- 1965
- 1966
- 1967
- 1968
- 1969
- 1970

Pour une information complémentaire, voir la page d'aide.

| Date   | Nom           | Pays                  | Activités                  | Âge | Source |
| ------ | ------------- | --------------------- | -------------------------- | --- | ------ |
| 5 août | Halvard Olsen | Drapeau de la Norvège | Homme politique norvégien. | 80  |        |